# 427 (szám)
A 427 (római számmal: CDXXVII) egy természetes szám, félprím, a 7 és a 61 szorzata.

## A szám a matematikában
A tízes számrendszerbeli 427-es a kettes számrendszerben 110101011, a nyolcas számrendszerben 653, a tizenhatos számrendszerben 1AB alakban írható fel.
A 427 páratlan szám, összetett szám, azon belül félprím, kanonikus alakban a 71 · 611 szorzattal, normálalakban a 4,27 · 102 szorzattal írható fel. Négy osztója van a természetes számok halmazán, ezek növekvő sorrendben: 1, 7, 61 és 427.
Huszonkétszögszám. Középpontos dodekaéderszám.
A 427 négyzete 182 329, köbe 77 854 483, négyzetgyöke 20,66398, köbgyöke 7,53025, reciproka 0,0023419. A 427 egység sugarú kör kerülete 2682,92013 egység, területe 572 803,44694 területegység; a 427 egység sugarú gömb térfogata 326 116 095,8 térfogategység.